# 致命遊戲
是一部1997年上映，由大卫·芬奇所导演的一部悬疑电影。

## 剧情
尼古拉·费奥顿是一名富裕的银行家，但是他也有许多烦心事，比如妻子离婚、弟弟疏远，对他影响最大的还是当年父亲自杀。尽管这天是他的48岁生日，下属们向他庆祝生日他却一点也快乐不起来。而他的弟弟康拉德则提供给他一张特殊的会员卡作为生日礼物，本来他没当回事，可是一次偶然的机会让他找到了这张会员卡的总部。根据工作人员介绍，这是一种给顾客带来全新体验的特殊游戏，抱着试试看的心情尼古拉参加了这个游戏。事实上，他的朋友也告诉他自己曾经参与过这游戏。
之后就发生了一连串奇怪的事情，先是游戏中心送来一只木偶，木偶嘴里有一把特殊的板手。后来他遇到一位女招待，这位女招待把酒洒在了他的身上。两人在路上帮助过一名老人，结果将老人送到医院后又遇上停电，他们困在电梯内想尽办法才逃脱出来。最终女招待承认，有人给钱让她把酒灑在尼古拉身上。
回家之后尼古拉又发现奇怪的字条，再次遇到康拉德后两人发生争吵，尼古拉认为弟弟和游戏中心串通好了，自己乘坐出租车离开了。可是出租车司机却把车开进水裡，最后尼古拉利用一开始得到的板手才打开车门死里逃生。然后，后来等他再去找游戏中心算账时却发现这裡没有任何公司。报警后警方也置之不理，于是他去找女招待姬丝汀。姬丝汀告诉他康拉德和游戏中心的目的是打算侵吞他的财产，于是他打给律师要查询自己的银行账户，自然透露了自己的账户密码，结果尼古拉喝下女招待端来的咖啡却发现咖啡裡下了药。
再次醒来后尼古拉发现自己在墨西哥，没有证件和现金他花费好大功夫才回到旧金山。一个偶然的机会让他发现了之前游戏公司的一名员工，在一番逼问下他来到游戏中心总部，在这里他看到了女招待、弟弟和之前的一些人。他逃到顶层，人们破门而入端上蛋糕，告诉他这其实都是游戏，结果他失手打中了自己的弟弟。站在楼边，尼古拉回想着一切跳了下去……
结果跳下楼后他落到气垫上，原来连这一幕都是假的，而枪裡的子弹也是假的，毫发无伤的弟弟同尼古拉拥抱庆祝。

## 演员
- 迈克尔·道格拉斯 饰演 尼古拉·费奥顿（Nicholas Van Orton）
- 西恩·潘 饰演 康拉德·费奥顿（Conrad Van Orton）
- 黛博拉·卡拉·安格 饰演 姬丝汀（Christine）
- 詹姆斯·瑞布霍恩 饰演 （Jim Feingold）

## 外部連結
- 互联网电影数据库（IMDb）上《致命遊戲》的资料（英文）
- AllMovie上《致命遊戲》的资料（英文）
- 爛番茄上《致命遊戲》的資料（英文）
- Metacritic上《致命遊戲》的資料（英文）
- Box Office Mojo上《致命遊戲》的資料（英文）